# Valentinas Milaknis
Valentinas Pranas Milaknis (ur. 4 października 1947 w Abelach) – litewski inżynier, przedsiębiorca, polityk, minister gospodarki w latach 1999–2000.

## Życiorys
W 1970 ukończył studia w zakresie inżynierii radiowej w Kowieńskim Instytucie Politechnicznym. Po studiach przez rok pracował jako inżynier w biurze projektowo-konstrukcyjnym. Od 1971 do 1989 był zatrudniony w instytucie gospodarki komunalnej na stanowiskach inżyniera, kierownika wydziału i zastępcy naczelnego inżyniera. W latach 1989–1999 pełnił funkcję dyrektora generalnego w spółce "Alna".
11 listopada 1999 objął stanowisko ministra gospodarki w rządzie Andriusa Kubiliusa, które zajmował do listopada 2000.
W latach 2000–2001 ponownie związany był z przedsiębiorstwem "Alna", tym razem jako prezes zarządu. W maju 2001 został generalnym dyrektorem Litewskiego Radia i Telewizji. W marcu 2003 podał się do dymisji, po czym powrócił na stanowisko prezesa spółki "Alna".
W 2004 bez powodzenia kandydował w wyborach do Sejmu z ramienia Związku Ojczyzny.
Reprezentował opozycję sejmową w radzie Litewskiego Radia i Telewizji, w której pełnił funkcję przewodniczącego. W maju 2008 zrezygnował w pracy w radzie. W styczniu 2009 został powołany na stanowisko przewodniczącego jednej z rad przy Rządzie Republiki Litewskiej.